# Wilson (métro de Chicago)
Pour les articles homonymes, voir Wilson.
 Wilson est une station aérienne des lignes rouge et mauve du métro de Chicago située dans le quartier d'Uptown à proximité du Harry Truman's College.

## Histoire
La station qui sert de point de relais entre la North Side Main Line et la Howard Branch a ouvert en 1900 comme terminus nord de la Northwestern Elevated Railroad sur une voie unique avant d’être convertie en double voie en 1907 lors de la prolongation de la ligne vers Evanston grâce au rachat des voies de la Chicago, Milwaukee et Saint-Paul Railway. 
Le bâtiment de la gare actuelle a été construit en 1923, peu après que la voie ferrée du nord vers Linden eut été surélevée sur un viaduc. Outre un hall impressionnant, il offrait également une grande devanture commerciale sur Broadway Avenue. 
En 1949, le bâtiment sous la station fut démoli laissant l’entrée de la station à nu avec un stand de billet sur le côté des escaliers menant aux quais.
Le 5 novembre 1956,  deux trains entrèrent en collision frontale dans la station Wilson provoquant huit morts et cent soixante blessés. 
Cet accident entraîna de nombreuses modifications des voies afin de d’accélérer le passage des rames et supprimer les aiguillages présents autour de la station. Ce projet de 1,8 million de dollars imposa la reconstruction de 500 mètres de voies afin de dissocier les voies locales au milieu (utilisées aujourd’hui par la ligne rouge) et les voies rapides sur l’extérieur (ligne mauve en heure de pointe) qui ne s’arrêtent plus à Wilson.  Vu que la circulation ne put être interrompue complètement les quatre voies furent traitées une par une et le projet ne fut terminé qu’en 1961. 
La station elle-même fut entièrement rénovée entre 1957 et 1958 afin de lui rendre un aspect plus agréable aussi bien sur les quais qu’à l’extérieur en rénovant également les espaces commerciaux. 
Un dépôt et une petite cour de maintenance des rames y fut également ouverte en 1901 et utilisée jusqu’en 2006 et l’agrandissement de Howard. 
Wilson est ouverte 24h/24 et 1.673.676 passagers y ont transité en 2008.

## Correspondances avec les bus
Avec les bus de la Chicago Transit Authority :
- #36 Broadway
- #78 Montrose
- #145 Wilson/Michigan Express
- #148 Clarendon/Michigan Express

## Dessertes
| Nord/Ouest            |  |                                    |  | Sud/Est                            |
| --------------------- |  | ---------------------------------- |  | ---------------------------------- |
| Howard vers Linden    |  | ligne mauve (heures de pointe) (d) |  | Belmont vers Linden via Clark/Lake |
|                       |  | ligne rouge terminus               |  | Sheridan vers 95th/Dan Ryan        |
| modifier sur Wikidata |  |                                    |  |                                    |